# Dagmar Frederic

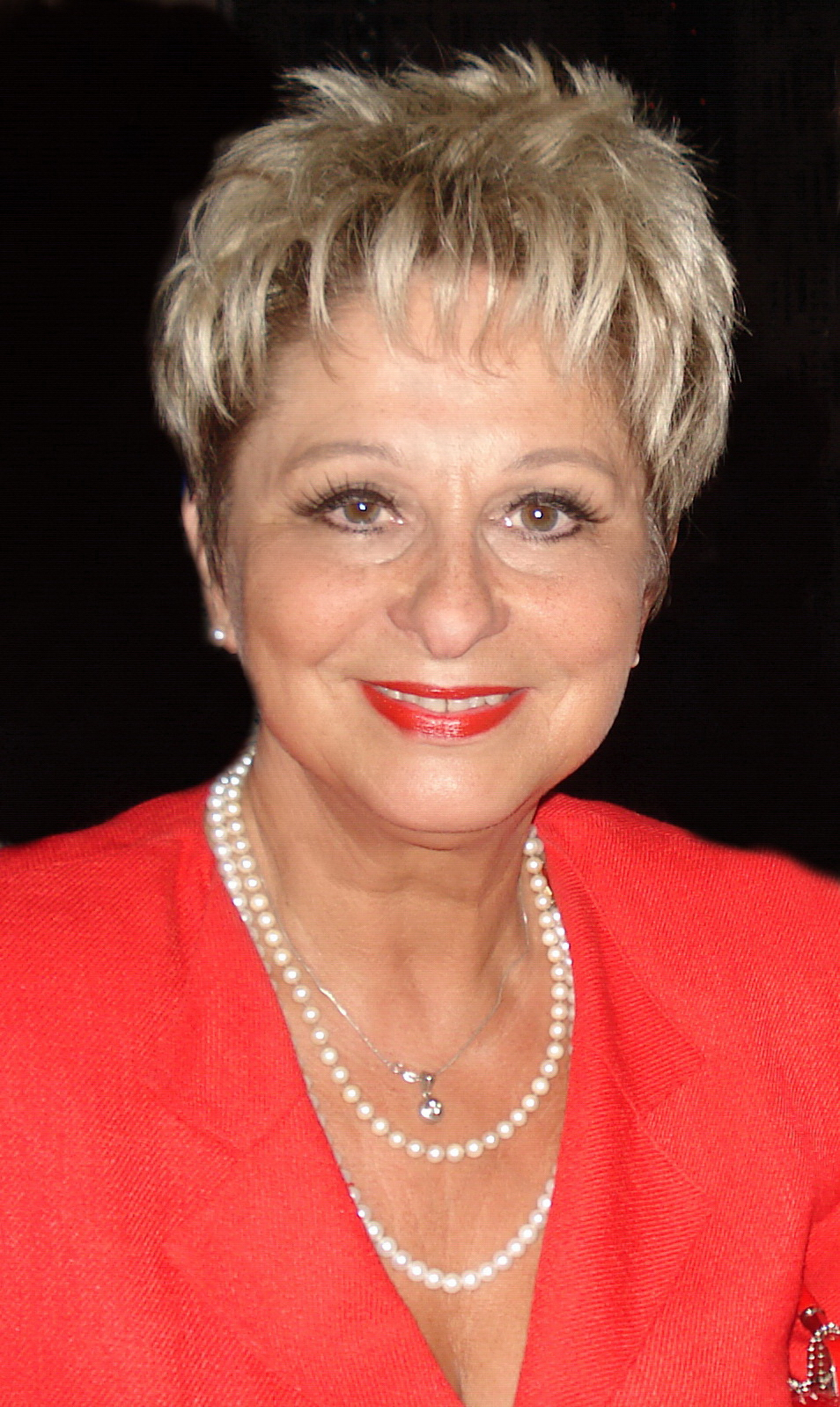
Dagmar Frederic bei der Gala 25 Jahre Friedrichstadtpalast (April 2009)

Dagmar Frederic (gebürtig Dagmar Elke Schulz; * 15. April 1945 in Eberswalde) ist eine deutsche Sängerin, Tänzerin und Moderatorin.

## Leben

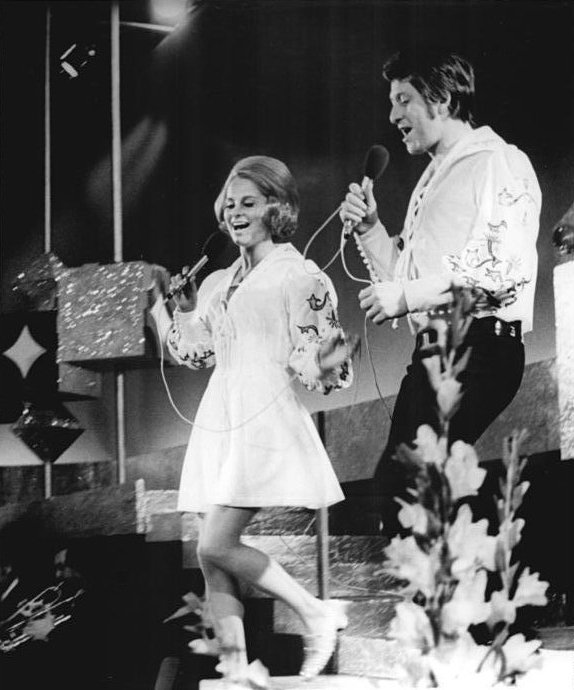
Dagmar Frederic und Siegfried Uhlenbrock, 1970

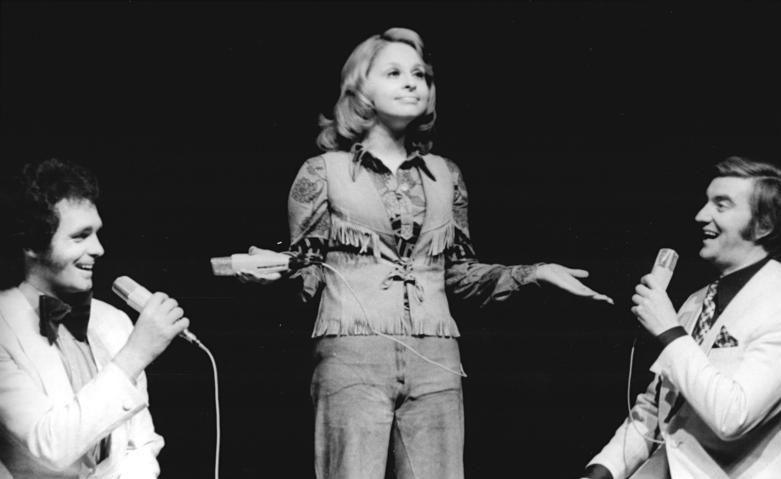
Dagmar Frederic mit Michael Hansen (links) und Peter Wieland (1973)

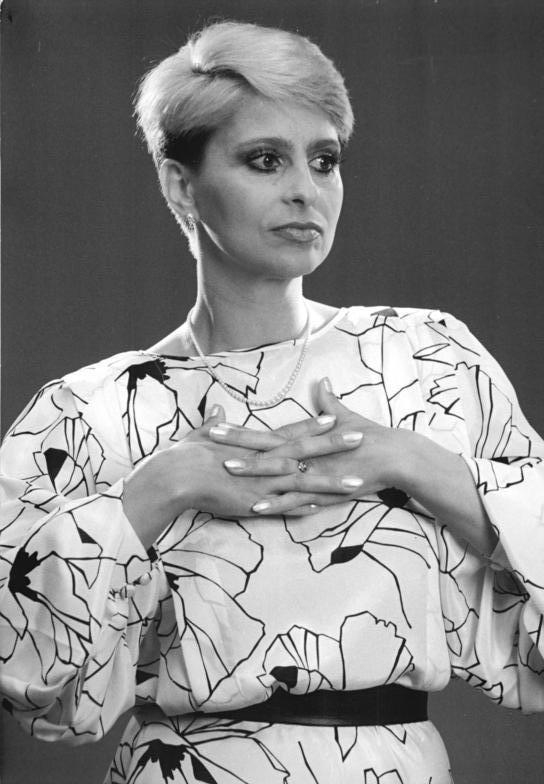
Dagmar Frederic, 1985

Dagmar Elke Schulz wurde kurz vor Ende des Zweiten Weltkriegs als Tochter des Tierpark-Direktors von Eberswalde geboren. Mit 16 Jahren hatte sie ihren ersten Auftritt auf der Bühne des Eberswalder Unterhaltungsorchesters. Sie absolvierte eine Lehre als Apothekenhelferin in Eberswalde und studierte später an der Hochschule für Musik „Hanns Eisler“ Berlin. Der Showmaster und Talentesucher Heinz Quermann entdeckte sie 1966 bei einem Casting für die Fernsehreihe Herzklopfen kostenlos. Schulz nahm Gesangsunterricht in Berlin bei Frau Rosenberg, Frau Grünert und Peter Wieland und erhielt erste Engagements mit dem Eberswalder Tanzorchester Max Reichelt.
Der Berliner Friedrichstadtpalast engagierte sie 1967 für Auftritte mit Musical-Melodien, unter anderem aus My Fair Lady. Von 1969 bis 1975 trat sie im Duett mit Siegfried Uhlenbrock auf. Populär wurde ihr Lied Du hast gelacht, insbesondere als die Eiskunstläuferin Gaby Seyfert 1969 in den USA mit diesem Lied ihre Kür absolvierte und den Weltmeisterschaftstitel gewann. 1971 spielte Dagmar Frederic in Halle (Saale) die Hauptrolle im Musical Andrea.
Im DDR-Fernsehen moderierte sie ab 1973 verschiedene Unterhaltungssendungen, darunter die Weihnachtssendung Serenade bei Kerzenschein, Kinomusik mit Dagmar Frederic und Musik, die Ihnen Freude bringt. Sie präsentierte die Unterhaltungsrevue Ein Kessel Buntes und die Preisverleihung der Fernsehlieblinge. Zu DDR-Zeiten wurde sie gelegentlich „auf persönlichen Wunsch von Erich Honecker“ besetzt und war Mitglied der Blockpartei LDPD. 1977 heiratete sie Peter Wieland. 1981 erhielten sie gemeinsam den Nationalpreis der DDR aus den Händen Honeckers. 1983 wurde die Ehe geschieden. 1984 eröffnete sie den Neubau des Friedrichstadtpalasts mit dem ersten Lied, das dort gesungen wurde.
Nach der deutschen Wiedervereinigung übernahm sie die Fernseh-Formate Meine Show, ARD-Sommer-Melodien und Wünsch Dir was an der Seite von Dénes Törzs. 2001 bis 2009 wirkte sie bei den Elblandfestspielen Wittenberge mit und übernahm auch die Moderation von Galas der Elblandfestspiele im RBB-Fernsehen. 2005 moderierte sie auf dem Berliner Gendarmenmarkt das Konzert Klassik Open Air. Zwischen September 2008 und April 2011 moderierte Dagmar Frederic auf dem privaten Hörfunksender Radio Paloma samstags die Sendung Schönes Wochenende. Aufgrund einer Programmreform trennte sich der Sender von Frederic und vier weiteren Moderatoren.
Im Jahr 2009 machte ein Streit um das Erbe des 2002 verstorbenen einstigen stellvertretenden DDR-Kulturministers Siegfried Wagner Schlagzeilen. Ein Nachlassgericht warf Dagmar Frederic vor, sich Teile des Erbes von der dementen und 2009 verstorbenen Witwe Wagners, Brunhilde Wagner, erschlichen zu haben. Im Oktober 2011 wurde Dagmar Frederic in dieser Sache verurteilt, 170.000 Euro zurückzuzahlen, nachdem sie bereits 60.000 Euro im Jahr 2008 zurückbezahlt hatte. 2007 hatte die Staatsanwaltschaft Frankfurt (Oder) ein Ermittlungsverfahren wegen Steuerhinterziehung gegen sie geführt, weil sie die Schenkung nicht rechtzeitig beim Finanzamt angemeldet habe.
Von 2012 bis 2015 moderierte Dagmar Frederic beim Berliner Rundfunksender Radio B2 die Deutsche Hitparade.
Brandenburgs Ministerpräsident Matthias Platzeck bezeichnete Dagmar Frederic als „Valente des Ostens“. Sie ist Schirmherrin des Cottbuser Hauses der McDonald’s Kinderhilfe und des Wohnprojekts Undine des Sozialwerks des Demokratischen Frauenbundes in Berlin-Lichtenberg.
Dagmar Frederic ist seit 2002 zum fünften Mal verheiratet. Ihre 1985 geborene Tochter Maxie Renner trat schon als Kind und gelegentlich auch im Duett mit ihrer Mutter als Sängerin auf.
Dagmar Frederic wohnt in Berlin-Rahnsdorf.

## Auszeichnungen
Frederic wurde 1981 mit dem Goldenen Orpheus, im selben Jahr zusammen mit Peter Wieland mit dem Nationalpreis der DDR und 1985 mit dem Preis der Goldenen Kehle ausgezeichnet.
Im Jahr 2017 wurde sie beim smago! Award mit dem „Ehrenpreis für künstlerische Vielseitigkeit und humanitäres Engagement“ ausgezeichnet.

## Literarische Werke
- Ich kann nun mal nicht lügen! Michael Jung, Kiel 1995, ISBN 3-929596-18-0.
- Schürt das Feuer: Erinnerungen und Gedanken. Schwarzkopf & Schwarzkopf, Berlin 2005, ISBN 3-89602-655-0.

## Diskografie

### Alben
- 1970: Du hast gelacht (mit Siegfried Uhlenbrock, Amiga)
- 1972: Tanz in die Sommernacht (mit Siegfried Uhlenbrock, Amiga)
- 1980: Ich will dir eine Rose sein (Amiga)
- 1990: Kein Blatt im Wind (Amiga)
- 1991: Starke Gefühle
- 1993: Träume nur (Monopol)
- 1996: Dagmar Frederic 96 (Han)
- 1999: Ganz viel von mir (2 CD, Metrix)
- 1999: Halt mich fest (Pewi Records)
- 2001: Wünsch dir was (mit Dénes Törzs, Monopol)
- 2011: Was halten sie vom Tango – Die großen Erfolge bei Sony Music Entertainment
- 2011: Immer noch und immer mehr (Pewi Records)

### Singles
- 1968: Im goldenen Herbst / Der verlorene Schlüssel (Amiga)
- 1969: Alles, was dein Herz begehrt (B-Seite, A-Seite von Erhard Fabian, Amiga)
- 1969: Hörst du den Regen? (A-Seite, B-Seite von Ingrid Winkler, Amiga)
- 1970: Tanz in der Sommernacht / Das machst du (Amiga)
- 1970: Unsere Sommerreise (A-Seite, B-Seite von Klaus Sommer, Amiga)
- 1970: Fang doch die Freude / In silberner Ferne (Amiga)
- 1977: Das war alles schon einmal so / Was halten Sie vom Tango? (Amiga)
- 1999: Safari (Metrix)
- 1999: Warum sind Männer keine Engel (Hansen Records)
- 1999: Keiner ist aus Stein (Hansen Records)
- 2010: Mein zweites Ich (Rubin Records)
- 2011: Komm wir woll’n (VanDango Media)

### Stücke auf Kompilationen
- 1968: Du hast gelacht (mit Siegfried Uhlenbrock) auf Amiga-Express 1968 (Amiga)
- 1969: In das Laub tritt mein Fuß auf Schlager nach Wunsch (Amiga)
- 1969: Hand in Hand und Alles, was dein Herz begehrt (beide mit Siegfried Uhlenbrock) auf Treffpunkt der Talente im AMIGA-Studio (Amiga)
- 1970: Jeder Tag ist ein neuer Anfang auf Schlager 1970 – 1. Vorentscheid (Amiga)
- 1970: Unsere Sommerreise auf Schlager 1970 – 2. Vorentscheid (Amiga)
- 1971: Fang doch die Freude (mit Siegfried Uhlenbrock) auf Schlagerkaleidoskop 2/71 (Amiga)
- 1975: Leb wohl, Musikant auf Box Nr. 11 (Amiga)
- 1978: Die Tür geht auf (mit Peter Wieland) auf Melodien aus internationalen Musicals (Amiga)
- 1979: Guten Abend, schön’ Abend, es weihnachtet schon und Fröhliche Weihnacht überall (beide mit Peter Wieland) auf Leise rieselt der Schnee (Amiga)
- 1981: Heute ist ein Feiertag für mich auf Herzlichen Glückwunsch (Amiga)
- 1982: Bunte Wagen auf Hast du mich noch lieb? (Amiga)
- 1985: Ganz Paris träumt von der Liebe und Ein Schiff wird kommen auf Eine Melodie geht um die Welt (Amiga)
- 2000: Ganz leis erklingt Musik auf The World of Hits der DDR (ZYX Music)
- 2007: Ich will dir eine Rose sein auf Geschichten aus 60 Jahren Amiga (Amiga)

## Filmografie
- 1973: Polizeiruf 110: Der Ring mit dem blauen Saphir (Fernsehreihe)
- 1984: Ferienheim Bergkristall: Mach mal’n bißchen Dampf (Fernsehreihe)